# 16 de agosto
El 16 de agosto es el 228.º (ducentésimo vigesimoctavo) día del año en el calendario gregoriano y el 229.º en los años bisiestos. Quedan 137 días para finalizar el año.

## Acontecimientos
- 1097: en Huesca (Reino de Aragón) el rey Pedro I de Aragón se casa con su segunda esposa, Berta.
- 1499: en Bretaña se publica el Catholicon, diccionario bretón-Francés-Latín, primer diccionario trilingüe, primer libro impreso en idioma bretón y primer diccionario francés.
- 1519: en la actual México, tras deshacerse de sus naves, el conquistador español Hernán Cortés se adentra con sus hombres en territorio azteca.
- 1570: en las colonias españolas de América se establece la Inquisición católica.
- 1711: en la villa de Santa Ana (hoy la ciudad de Ocaña, en Colombia), aparece en un árbol la Virgen María a tres humildes campesinos en la montaña de Torcoroma.
- 1748: en Colombia, José Lázaro de Rivera funda la aldea de Aguachica.
- 1773: en Roma, el papa Clemente XIV disuelve la Compañía de Jesús (jesuitas) en todo el mundo.
- 1808: en Cataluña ―en el marco de la Guerra de la Independencia Española― los defensores de la villa de Gerona, sitiada por los franceses, obligan a los galos a retirarse al otro lado del río Ter.
- 1812: en la Plaza Mayor de Madrid (España) se proclama la Constitución promulgada por las Cortes de Cádiz.
- 1841: en la provincia de San Juan (Argentina) se libra la batalla de Angaco, la más sangrienta de las guerras civiles argentinas.
- 1863: En la actual República Dominicana comienza la Guerra de Restauración, con la que se proclama el retorno de la soberanía dominicana frente a la anexión a España del 18 de marzo de 1861. Esta guerra concluirá en 1865.
- 1866: en Ostende, los progresistas y demócratas españoles en el exilio firman el pacto de Ostende.
- 1868: en el volcán Cotopaxi (0°19′N 78°11′O / 0.31, -78.18, en Ecuador) un terremoto de magnitud 7,7 en la escala sismológica de Richter destruye las localidades de Ibarra y Otavalo y deja unas 20 000 víctimas.
- 1869: en Eusebio Ayala (Paraguay) ―en el marco de la guerra de la Triple Alianza (1864-1870)―, los brasileños degüellan a 3500 niños soldados de 9 a 15 años en la masacre de Acosta Ñu. En este día se celebra en ese país el Día del Niño.
- 1885: es descubierto el asteroide (249) Ilse.
- 1896: se recibe en España la primera noticia de la nueva insurrección en Filipinas, que terminó con la soberanía española en aquellas islas.
- 1898: en España, Francisco Silvela publica su artículo "Sin pulso", que inicia la llamada «Literatura del desastre».
- 1906: en Valparaíso (Chile) un fuerte terremoto asola parte de la costa chilena y destruye parcialmente la ciudad.
- 1907: en Marruecos, Muley Abdelaziz es proclamado sultán.
- 1910: fallece el presidente de la República de Chile, Pedro Montt Montt.
- 1913: la firma automovilística Ford Motor Company realiza los primeros ensayos para instalar una cadena de montaje que permitirá multiplicar por cuatro la producción.
- 1916: el ejército serbio, reorganizado en Corfú (Grecia), entra en guerra contra Alemania.
- 1917: Estados Unidos: se consigue en Virginia la primera comunicación inalámbrica y radiofónica entre un avión y la estación en tierra, así como entre dos aviones.
- 1918: en España se declara parque nacional al valle de Ordesa, en el Pirineo oscense.
- 1921: tras la muerte del rey Pedro I Karageorgevich, asciende al trono de Yugoslavia Alejandro I.
- 1925: en Nueva York se estrena La quimera del oro, primer largometraje del cineasta británico Charles Chaplin.
- 1927: se firma el acuerdo hispano-luso por el que se fijan las condiciones de aprovechamiento hidroeléctrico del río Duero que culminará con la construcción de los Saltos del Duero.
- 1928: en la Unión Soviética, la Ley de Defensa Nacional introduce el servicio militar obligatorio.
- 1929: en Manchuria se producen violentos combates entre tropas chinas y soviéticas.
- 1930: en República Dominicana llega al poder el general Rafael Leónidas Trujillo, iniciando una dictadura que durará 31 años (1930-1961).
- 1932: en la ciudad de Nueva York (Estados Unidos) empieza a funcionar la emisora de televisión CBS, que difunde la primera serie del mundo: Revista Mundial.
- 1936: en España las fuerzas republicanas desembarcan en Mallorca.
- 1940: Primer vuelo en Argentina del caza metálico Curtiss Hawk 75-0, construido en la Fábrica Militar de Aviones bajo licencia de la Curtiss Wright Corporation. Se fabrican 20 unidades. Piloto: teniente primero Eduardo Pacífico Correa.[1]
- 1942: en Vizcaya (España) un joven falangista lanza una bomba durante unos funerales carlistas celebrados en el santuario de la Virgen de Begoña, a los que asiste el general Varela.
- 1943: en Białystok (Polonia): se produce una revuelta en el gueto judío de esta ciudad.
- 1944: En el ámbito de la Segunda Guerra Mundial, la ciudad alemana de Stettin, hoy polaca, es bombardeada por los aliados produciéndose 2430 muertos.[2]
- 1945: la Unión Soviética y Polonia, tras el fin de la Segunda Guerra Mundial, firman un tratado sobre la forma y reparto de las reparaciones de guerra alemanas.
- 1945: en los Estados Unidos, Dean Acheson es nombrado nuevo secretario de Estado para Asuntos Exteriores.
- 1946: en España, el ciclista Julián Berrendero vence en la XXVI Vuelta a Cataluña.
- 1947: India y Pakistán se independizan del imperio británico, que les concede el estatuto de Estados Independientes Asociados a la Commonwealth.
- 1949: en Ecuador, un terremoto deja un saldo de 3000 víctimas.
- 1949: en Santiago de Chile, los carabineros reprimen una manifestación entre el 16 y 17 de agosto ―con motivo del alza del valor del transporte colectivo en 20 centavos de peso (una "chaucha")― dejando un saldo de varios muertos. (Revuelta de la Chaucha).
- 1950: el mariscal Tito insiste en el no alineamiento de Yugoslavia en los bloques políticos constituidos.
- 1953: en Asunción del Paraguay, Federico Chávez presta juramento del cargo de presidente de la República.
- 1954: en las islas Canarias, Tenerife es invadida por una nube de langostas.
- 1960: Chipre se independiza del Imperio británico.
- 1962: Argelia se convierte en miembro de la Liga Árabe.
- 1963: Estados Unidos extradita a Venezuela al expresidente Marcos Pérez Jiménez.
- 1965: un accidente del tren correo de Almería causa 10 muertos y 53 heridos.
- 1966: en Houston (Texas), el cardiocirujano estadounidense Michael De Backey instala provisionalmente una aurícula izquierda artificial a una mujer de 37 años. La prótesis será retirada dos días después.
- 1966: la recuperación de la bomba de hidrógeno caída al mar en Almería costó 320 millones de pesetas.
- 1968: el obispado de Bilbao es ocupado por 40 sacerdotes, en protesta por la detención de eclesiásticos en el País Vasco.
- 1969: Varahagiri Venkata Giri es elegido jefe de Estado de la India con el apoyo de la primera ministra Indira Gandhi.
- 1971: quedan cerrados todos los mercados de divisas europeos al conocerse la noticia de las medidas económicas y monetarias adoptadas por Estados Unidos.
- 1971: en Santander (España), un grave incendio causa pérdidas por 170 millones de pesetas.
- 1972: el rey de Marruecos Hassan II resulta ileso en un atentado perpetrado por un sector de las fuerzas aéreas de su país.
- 1972: el grupo de hard rock Deep Purple da un concierto en Osaka del que saldría la mayor parte de su reconocido disco en directo Made in Japan.
- 1974: el emperador etíope Haile Selassie pierde sus últimos poderes tras la disolución del Consejo de la Corona.
- 1974: en España 30 000 turistas británicos se ven afectados por la quiebra de la compañía británica Court Line.
- 1978: en República Dominicana, Antonio Guzmán asume la presidencia tras poner fin los Doce Años del Gobierno de Joaquín Balaguer.
- 1980: en Pontevedra, una explosión de gas en un hotel causa 26 heridos.
- 1981: Moscú concede una moratoria a Polonia para los créditos de cuatro millones de dólares hasta el año 1985.
- 1981: fuerzas de la oposición iraní apresan una lancha rápida, suministrada por Francia a Irán, y la declaran "sede del Gobierno nacional".
- 1981: Lord Carrington llega a España para mantener conversaciones sobre Gibraltar (invadida por Reino Unido).
- 1982: Estatuto de Autonomía de Castilla-La Mancha.
- 1982: se crea el primer CD (disco compacto).
- 1982: en República Dominicana, Salvador Jorge Blanco asume la presidencia.
- 1985: en Barcelona (Cataluña) la central del Banco Hispano Americano es robada mediante el procedimiento del butrón (agujero en paredes o suelos). Los ladrones se llevan un botín de más de 1000 millones de pesetas.
- 1986: en Bangladés se hunde un transbordador; desaparecen 500 personas.
- 1986: en República Dominicana, Joaquín Balaguer asume la presidencia por cuarta vez.
- 1987: en Detroit (Estados Unidos) mueren 153 personas al estrellarse un avión comercial estadounidense.
- 1987: el Gobierno de Irán amenaza con sembrar de minas el golfo Pérsico.
- 1989: en Nicaragua, el presidente Daniel Ortega inicia el proceso de excarcelación de 1200 «contras».
- 1989: en Europa, miles de personas hacen vigilia para ver el eclipse total de Luna, que se prolongó por espacio de 3 horas y 35 minutos.
- 1990: en República Dominicana, Balaguer asume la presidencia por quinta vez.
- 1992: el automovilista británico Nigel Mansell se proclama nuevo campeón del mundo de Fórmula 1.
- 1993: en Estados Unidos, Ian Murdock anuncia, mediante un correo electrónico, la distribución Linux del proyecto Debian.
- 1994: en Sri Lanka, la coalición socialista en la oposición gana las elecciones legislativas.
- 1994: en República Dominicana, Balaguer asume la presidencia por sexta y última vez.
- 1995: en Colombia, el presidente Ernesto Samper decreta el estado de emergencia para combatir la crisis social y de emergencia existentes en el país.
- 1996: en República Dominicana, Leonel Fernández toma posesión como presidente.
- 1997: en Nueva York, la bolsa cae 147 puntos; es la segunda mayor caída de su historia.
- 1998: en Omagh (Irlanda del Norte) estalla un coche-bomba, dejando un total de 29 muertos y 200 heridos.
- 1998: el ejército serbio conquista el último foco de resistencia kosovar.
- 1998: en Washington D. C., el presidente Bill Clinton admite ante un jurado su relación con Mónica Lewinsky.
- 1998: en Grecia (Costa Rica) se funda el club Municipal Grecia.
- 1999: en el Líbano muere asesinado el jefe de Hezbolá.
- 2000: en los Estados Unidos se aprueba la clonación de embriones humanos con fines médicos.
- 2000: en República Dominicana asume la presidencia Hipólito Mejía.
- 2001: Emilio Botín se convierte en presidente único del Banco Santander.
- 2001: en Madrid (España) es detenido el narcotraficante gallego Sito Miñanco.
- 2004: en el mercado de Londres, el precio del petróleo brent marca un nuevo máximo histórico: 44,11 dólares por barril.
- 2004: en los Juegos Olímpicos de Atenas 2004, María Quintanal consigue, en tiro al plato, la primera medalla (de plata) para España.
- 2004: en los Estados Unidos se publica un estudio donde se demuestra que los fármacos estatinas, utilizados para combatir el exceso de colesterol, son eficaces para inhibir la replicación del virus VIH (causante del sida) en las células humanas.
- 2004: en Argentina, un grupo de socios del Club Atlético All Boys inaugura la Tribuna Miranda del Estadio Islas Malvinas a raíz de ese hecho el 16 de agosto se celebra el Día Internacional del Hincha de All Boys.
- 2004: en República Dominicana, Leonel Fernández asume la presidencia por segunda vez.
- 2005: en Gaza (Palestina), el Ejército israelí comienza a desalojar por la fuerza a los colonos israelíes que se resisten a abandonar voluntariamente los asentamientos ilegales.
- 2005: el Parlamento chileno elimina de la Constitución la firma del dictador Augusto Pinochet.
- 2005: el astronauta ruso Serguéi Krikaliov, tripulante de la EEI, bate el récord mundial de estancia en el espacio al acumular 747 días y 14 horas (en varios periodos).
- 2005: el noreste de Japón es sacudido por un violento terremoto de magnitud 7,2 en la escala de Richter.
- 2005: en las proximidades de Machiques (Venezuela), se desploma un avión, ocasionando 160 víctimas. (vuelo 708 de West Caribbean).
- 2005: en Afganistán cae un helicóptero español; fallecen 17 militares españoles.
- 2006: en la República Checa, Mirek Topolánek es elegido primer ministro.
- 2008: en China, Usain Bolt bate el récord mundial de los 100 metros en la final masculina de los Juegos Olímpicos de Pekín con una marca de 9,69 segundos, mejorando en 3 centésimas el récord anterior que él mismo ostentaba.
- 2008: en República Dominicana, Leonel Fernández asume la presidencia por tercera vez.
- 2009: en Alemania, Usain Bolt bate el récord mundial de los 100 metros en la final masculina del Campeonato Mundial de Atletismo de 2009 en Berlín con una marca de 9,58 segundos, superando su propio récord de 9,69 s.
- 2010: en el Aeropuerto Internacional Gustavo Rojas Pinilla, en la isla de San Andrés (Colombia), frente a las costas nicaragüenses, se accidenta el Vuelo 8250 de Aires, falleciendo dos personas en el accidente.
- 2011: en Madrid (España) empieza la Jornada Mundial de la Juventud, que organiza la Iglesia católica cada año.
- 2012: en República Dominicana asume la presidencia Danilo Medina.
- 2012: el gobierno de Ecuador concede asilo político a Julian Assange, fundador de Wikileaks
- 2013: En el 101.º aniversario de la Fuerza Aérea Argentina, se presentan oficialmente en la Base Aérea Militar Morón, los primeros aparatos del nuevo entrenador Grob G-120TP, moderno monomotor biplaza de origen alemán que se emplea en el Curso de Aviador Militar Conjunto (CAMC) de la Escuela de Aviación Militar.[3]
- 2014: en Seúl, el papa Francisco beatifica 124 mártires coreanos, en su visita pastoral a Corea del Sur.
- 2017: en Cochabamba (Bolivia), se inaugura construcción de primer tren eléctrico metropolitano del Estado Plurinacional.
- 2021: en Argentina se llevó a cabo la 'Marcha de las piedras'. Una convocatoria en donde personas llevaron piedras con nombres escritos en ellas representando a victimas del Covid-19 a casa del gobierno. El evento ocurrió en dos lugares a la vez (La quinta presidencial de Olivos y la Casa Rosada de gobierno) y sirvió para homenajear a las víctimas y repudiar el gobierno de Alberto Fernández.
- 2023: en Nicaragua, es oficial la confiscación de la Universidad Centroamericana ordenada por el régimen de Daniel Ortega mediante un oficio judicial espurio.
- 2025: El equipo PALMITO FC. se consagró campeón del torneo amateur LIGA ALTOS DEL PARACAO el 16 de agosto de 2025, tras vencer en la final a CAMPOS TEAM por 1 - 0 en el predio de estacion parera. Con este logro, el club obtuvo su primer  título dentro de la competición. https://www.instagram.com/altos_del_paracao_ok?igsh=ajl2eTJ2ZnoxYmxz

## Nacimientos
- 1573: Ana de Habsburgo, aristócrata sueca, reina consorte entre 1592 y 1598 (f. 1598).

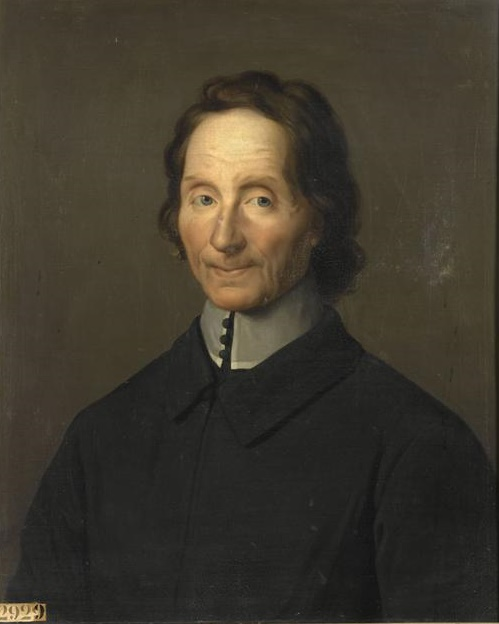
Nicolas Malebranche.

- 1638: Nicolas Malebranche, teólogo y filósofo francés (f. 1715).
- 1779: Jacinto Ruiz Mendoza, militar español (f. 1809).
- 1793: Roque Alvarado, militar y político argentino (f. 1860).
- 1805: Amancio Alcorta, político, músico y compositor argentino (f. 1862).
- 1815: Juan Bosco, sacerdote italiano, fundador de los salesianos, canonizado por la Iglesia católica (f. 1888).
- 1821: Arthur Cayley, matemático británico (f. 1895).
- 1830: Diego Barros Arana, pedagogo, diplomático e historiador chileno (f. 1907).

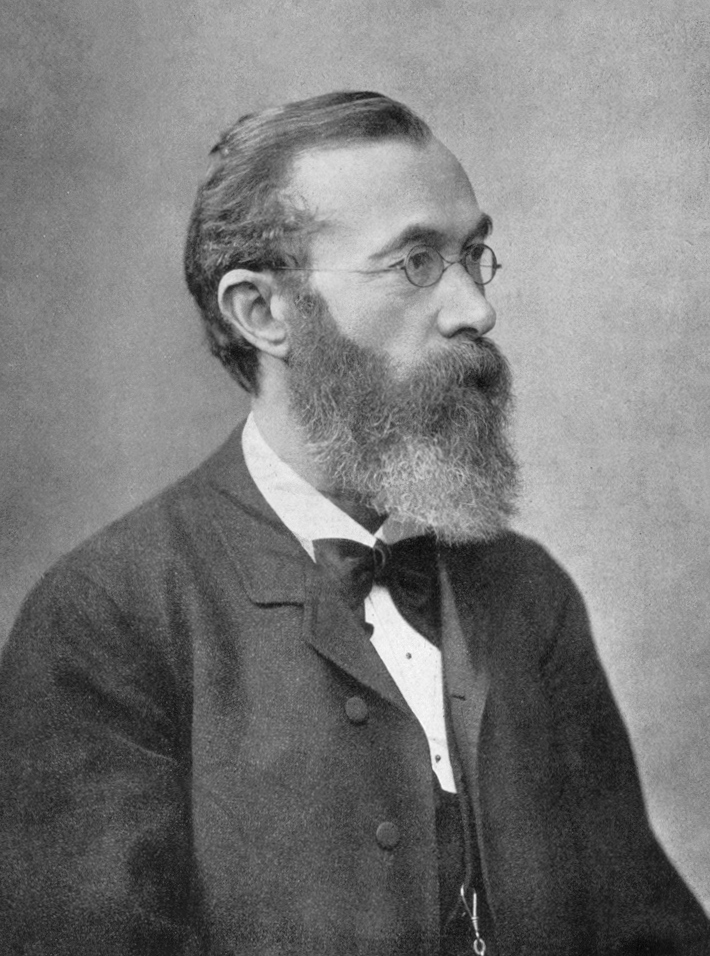
Wilhelm Wundt.

- 1832: Wilhelm Wundt, fisiólogo, psicólogo y filósofo alemán, padre de la psicología (m. 1920).

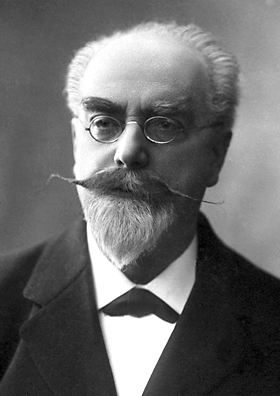
Gabriel Lippmann.

- 1845: Gabriel Lippmann, físico francés, premio nobel de física en 1908 (f. 1921).
- 1849: Johan Kjeldahl, químico danés (f. 1900).
- 1856: Aparicio Saravia, caudillo uruguayo (f. 1904).
- 1860: Jules Laforgue, crítico y poeta simbolista francés (f. 1887).
- 1865: Ettore Tolomei, fascista italiano (f. 1952).
- 1876: Vane Hungerford Pennell, tenista británico (f. 1935).
- 1883: Roque Estrada Reynoso, jurista y escritor mexicano (f. 1966).
- 1884: Hugo Gernsback, escritor estadounidense de origen luxemburgués (f. 1967).
- 1892: Harold Foster, autor de historietas estadounidense (f. 1982).
- 1892: Otto Messmer, animador estadounidense (f. 1983).
- 1895: Albert Cohen, escritor suizo (f. 1981).
- 1895: Jacinto Guerrero, compositor español de zarzuela (f. 1951).
- 1897: Vicente Ascone, compositor, trompetista y profesor de música uruguayo (f. 1979).
- 1897: Joaquín Bau, comerciante y político español (f. 1973).
- 1901: Riccardo Lombardi, ingeniero y político italiano (f. 1984).
- 1904: Wendell Meredith Stanley, químico estadounidense, premio nobel de química en 1946 (f. 1971).
- 1906: Francisco José II, aristócrata liechtensteiniano, príncipe de Liechtenstein entre 1938 y 1989 (f. 1989).
- 1909: Bernardo Leighton, político chileno (f. 1995).
- 1911: E. F. Schumacher, economista alemán (f. 1977).
- 1912: Ted Drake, futbolista británico (f. 1995).
- 1913: Menájem Beguín, político israelí, primer ministro entre 1977 y 1983 (f. 1992).
- 1916: Francisco Bernis Madrazo, ornitólogo y biólogo español (f. 2003).
- 1920: Charles Bukowski, escritor y poeta estadounidense (f. 1994).
- 1920: José Tamayo, director teatral español (f. 2003).
- 1923: Joaquín Cordero, actor mexicano (f. 2013).
- 1924: Grover Boydston, fundador de Neuróticos Anónimos (f. 1996).
- 1924: Carlos Sánchez del Río, físico, investigador y académico español (f. 2013).
- 1925: José María Obaldía, escritor, lexicógrafo, narrador oral y maestro uruguayo.
- 1927: Carmen Bernardos, actriz española (f. 2021).
- 1928: Ann Blyth, actriz y cantante estadounidense.
- 1928: Eduardo Cote Lamus, poeta y político colombiano (f. 1964).
- 1928: Eydie Gormé, cantante estadounidense (f. 2013).
- 1929: Bill Evans, pianista estadounidense de jazz (f. 1980).
- 1929: Helmut Rahn, futbolista alemán (f. 2003).
- 1930: Simha Arom, etnomusicólogo francoisraelí.
- 1930: Flor Silvestre, cantante y actriz mexicana (f. 2020).
- 1930: Robert Culp, actor estadounidense (f. 2010).
- 1930: Leslie Francois Manigat, político y profesor haitiano (f. 2014).
- 1930: Tony Trabert, tenista estadounidense.
- 1933: Ricardo Blume, actor peruano (f. 2020).

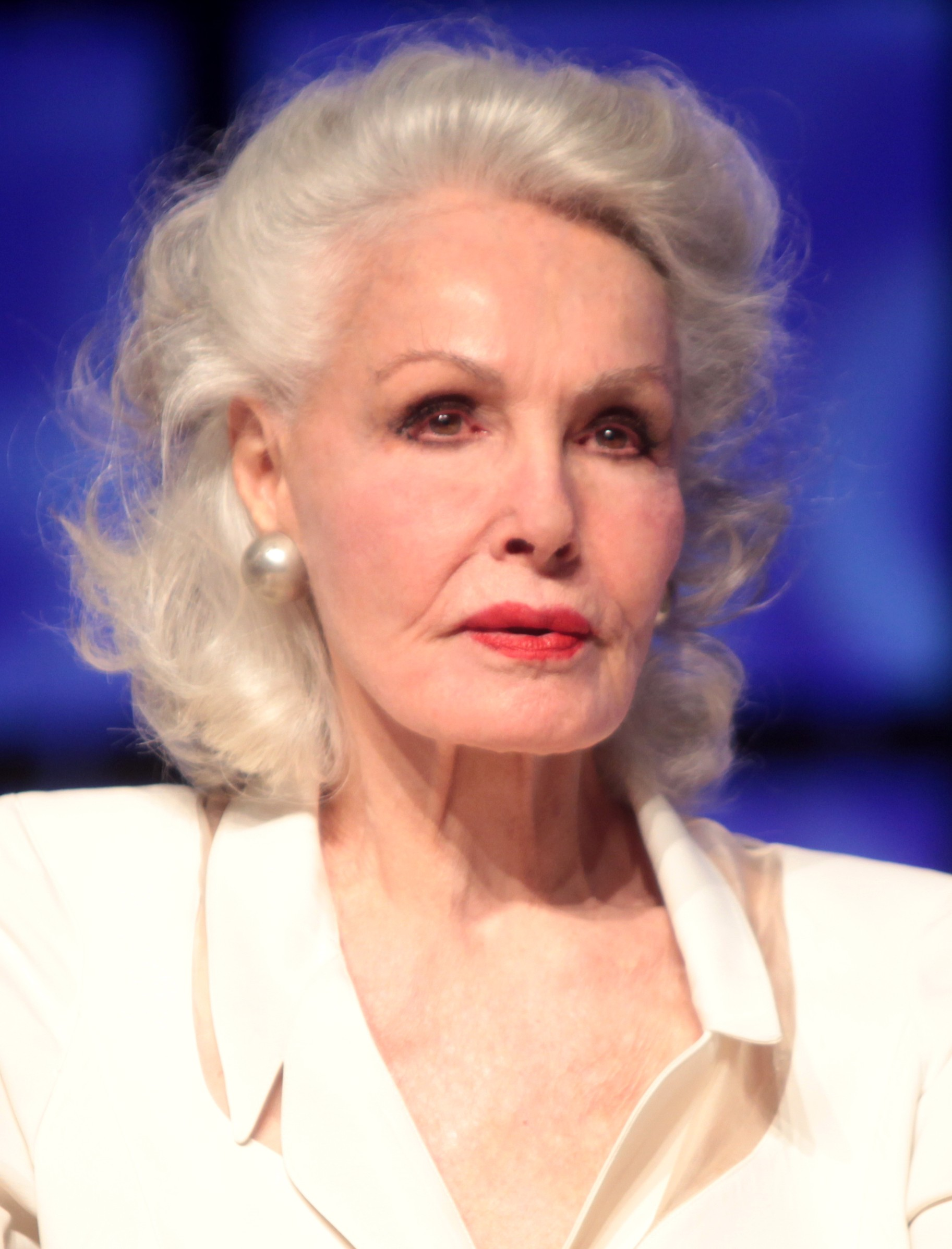
Julie Newmar.

- 1933: Julie Newmar, actriz estadounidense, Catwoman en Batman.
- 1933: Stuart Allen Roosa, astronauta estadounidense (f. 1994).
- 1935: Leopoldo Azancot, novelista, crítico literario y periodista español (f. 2015).
- 1938: Lucila Campos, cantante peruana (f. 2016).
- 1939: David Santalla, actor y cómico boliviano.
- 1942: John Challis, actor de teatro y televisión británico (f. 2021).
- 1943: Luis Roldán, político español, exdirector de la Guardia Civil (f. 2022).
- 1944: Soledad Becerril, política española.
- 1944: Kevin Ayers, músico inglés.
- 1945: Bob Balaban, actor estadounidense.
- 1946: Masud Barzani, militar y político kurdo-iraquí.
- 1946: Moria Casán, actriz de teatro, cine , televisión y ex modelo argentina.
- 1946: Ramón Núñez Centella, divulgador científico español.
- 1946: Lesley Ann Warren, actriz estadounidense.
- 1948: Mirta Miller, actriz argentina.
- 1948: Heita Kawakatsu, político japonés, Gobernador de Shizuoka desde 2009.
- 1950: Hasely Crawford, atleta trinitario.
- 1952: Sonia Silvestre, cantante y locutora dominicana (f. 2014).
- 1952: Reginald VelJohnson, actor estadounidense.
- 1954: James Cameron, cineasta canadiense.
- 1955: Jacobo Winograd, personaje mediático chileno.

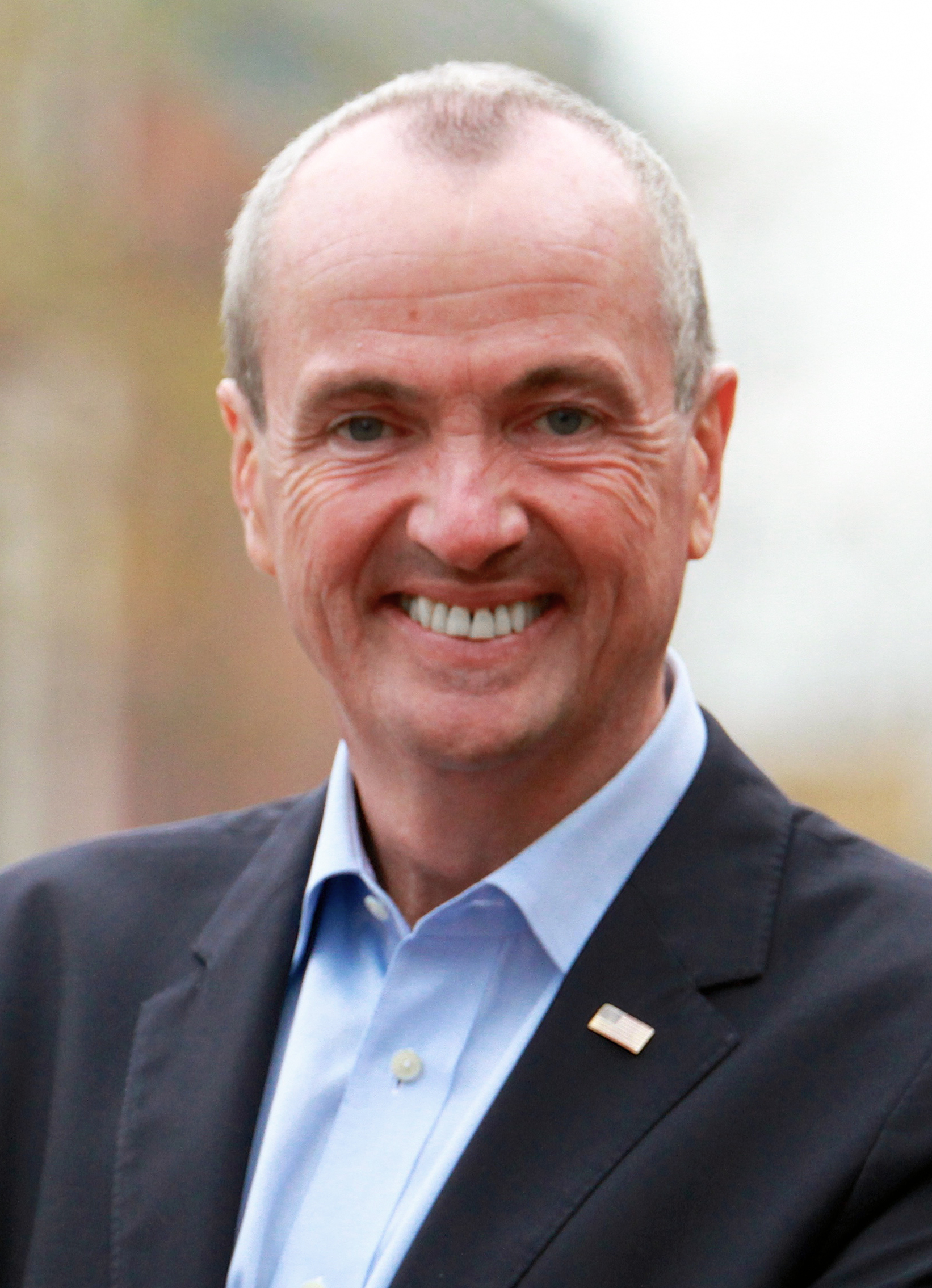
Phil Murphy

- 1957: Tim Farriss, músico australiano, de la banda INXS.
- 1957: Koki Ruíz, pintor y artista plástico paraguayo.
- 1957: Phil Murphy, diplomático y político estadounidense, Gobernador de Nueva Jersey desde 2018.
- 1957: Laura Innes, actriz estadounidense.
- 1958: Angela Bassett, actriz estadounidense.
- 1958: Anne L'Huillier, física francesa, Premio Nobel de Física 2023.

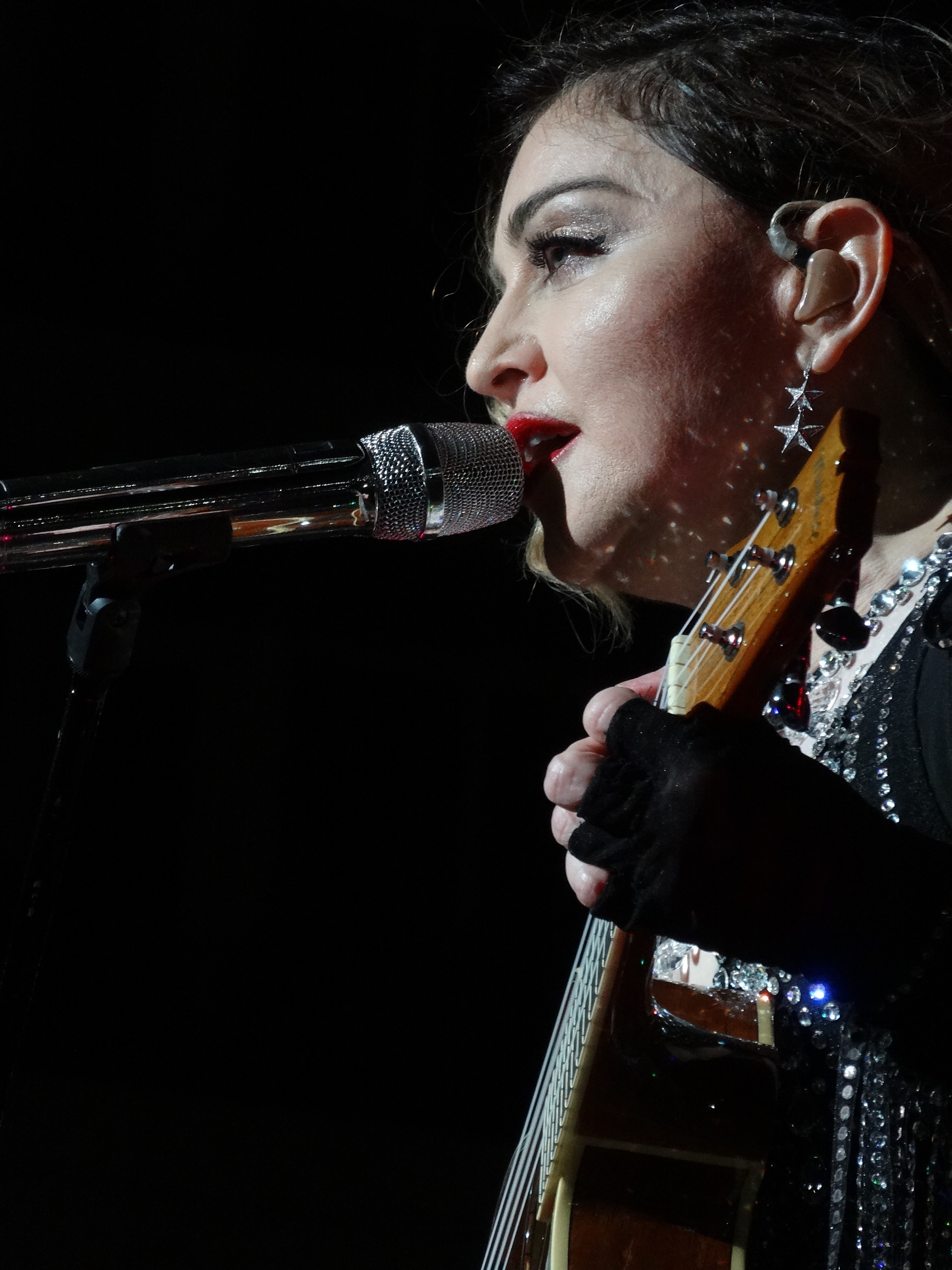
Madonna.

- 1958: Madonna, cantante y actriz estadounidense.
- 1959: José Luis Clerc, tenista argentino retirado.
- 1959: Marc Sergeant, ciclista belga.
- 1960: Éric Caritoux, ciclista francés.
- 1960: Timothy Hutton, actor estadounidense.

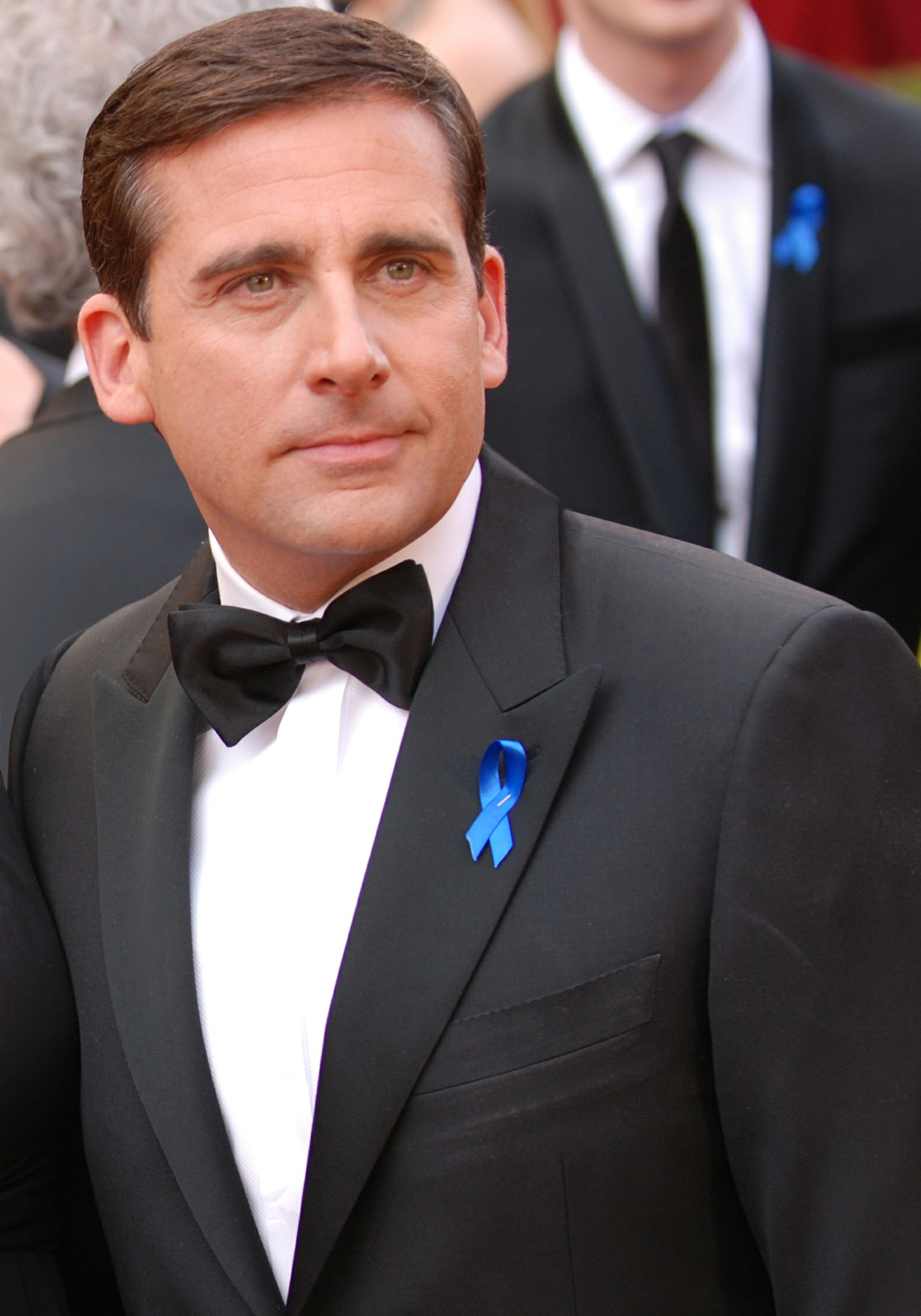
Steve Carell.

- 1962: Steve Carell, actor estadounidense.
- 1963: Alexis Valdés, actor cubano
- 1964: Šarūnas Bartas, cineasta lituano.
- 1966: Onésimo Díaz, historiador español.
- 1968: Mateja Svet, esquiadora eslovena.
- 1969: Yvan Muller, piloto francés de automovilismo.
- 1970: Fabio Casartelli, ciclista italiano (f. 1995).
- 1971: Stefan Klos, futbolista alemán.
- 1972: Emily Erwin, música y cantante estadounidense de música country, de la banda Dixie Chicks.
- 1972: Stan Lazaridis, futbolista australiano.
- 1973: Iker Sarriegui, futbolista español.
- 1973: Mauricio Islas, actor mexicano.
- 1973: Milan Rapaić, futbolista croata.
- 1973: Osamu Umeyama, futbolista japonés.

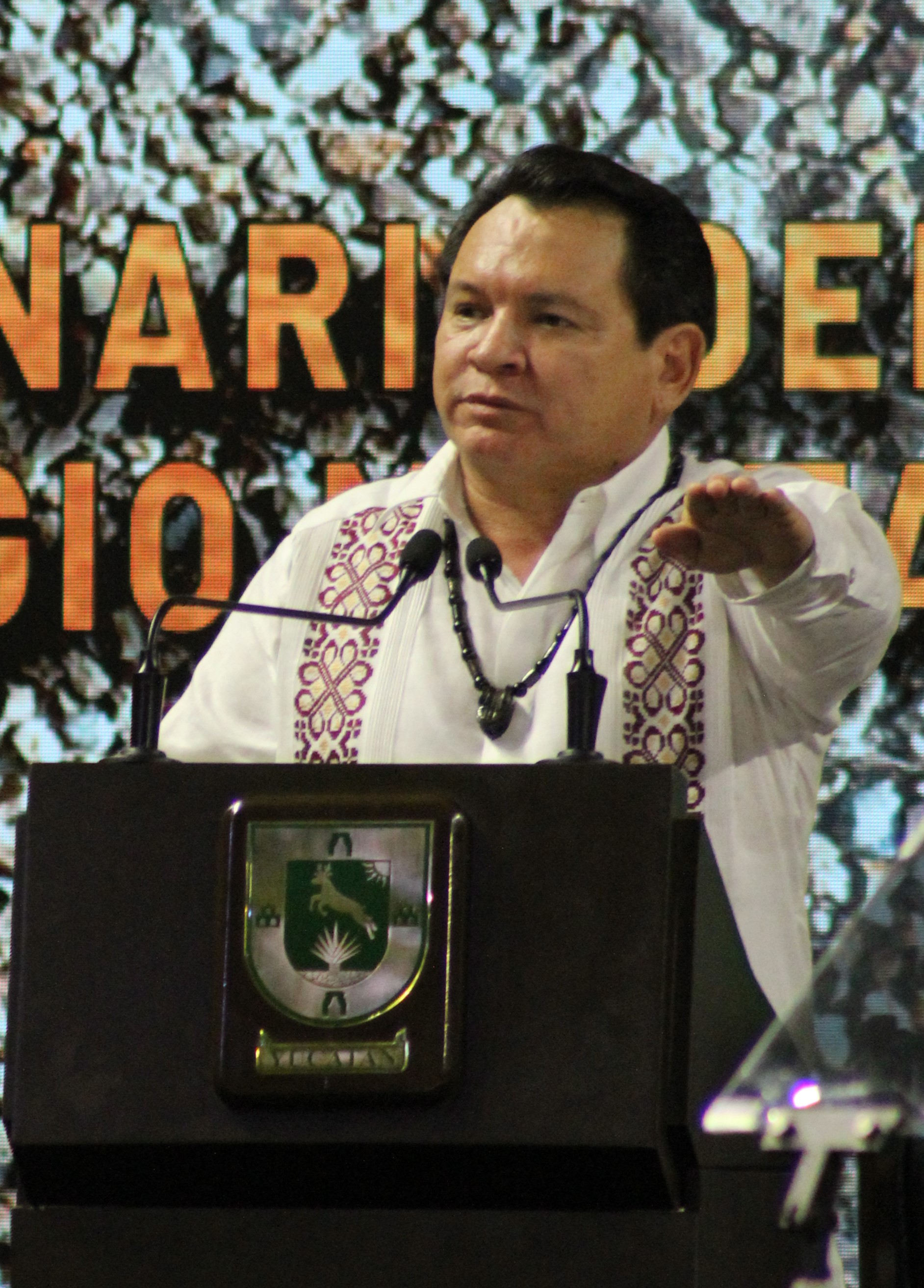
Joaquín Díaz Mena

- 1974: Krisztina Egerszegi, nadadora húngara.
- 1974: Tomasz Frankowski, futbolista polaco.
- 1974: Iván Hurtado, futbolista ecuatoriano.
- 1974: Joaquín Reyes, humorista español.
- 1974: Joaquín Díaz Mena, político, ganadero y maestro mexicano. Gobernador de Yucatán desde 2024.
- 1974: Didier Cuche, esquiador alpino suizo.
- 1976: Susana Rodríguez, voleibolista española.
- 1977: Steven Bryce, futbolista costarricense.
- 1978: Eddie Gill, baloncestista estadounidense.
- 1980: Vanessa Carlton, cantautora y pianista estadounidense.
- 1980: Robert Hardy, músico británico, de la banda Franz Ferdinand.

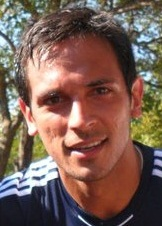
Roque Santa Cruz.

- 1981: Roque Santa Cruz, futbolista paraguayo.
- 1981: Lesly Kiss, actriz pornográfica española.
- 1982: Joleon Lescott, futbolista británico.
- 1982: Cam Gigandet, actor estadounidense.
- 1982: Franklin López, futbolista nicaragüense.
- 1983: Colt Brennan, jugador de fútbol americano estadounidense (f. 2021).
- 1983: Francini Amaral, bailarina brasileña.
- 1983: Dante López, futbolista paraguayo.
- 1984: Sofía Nieto, actriz española.
- 1984: Konstantin Vassiljev, futbolista estonio.

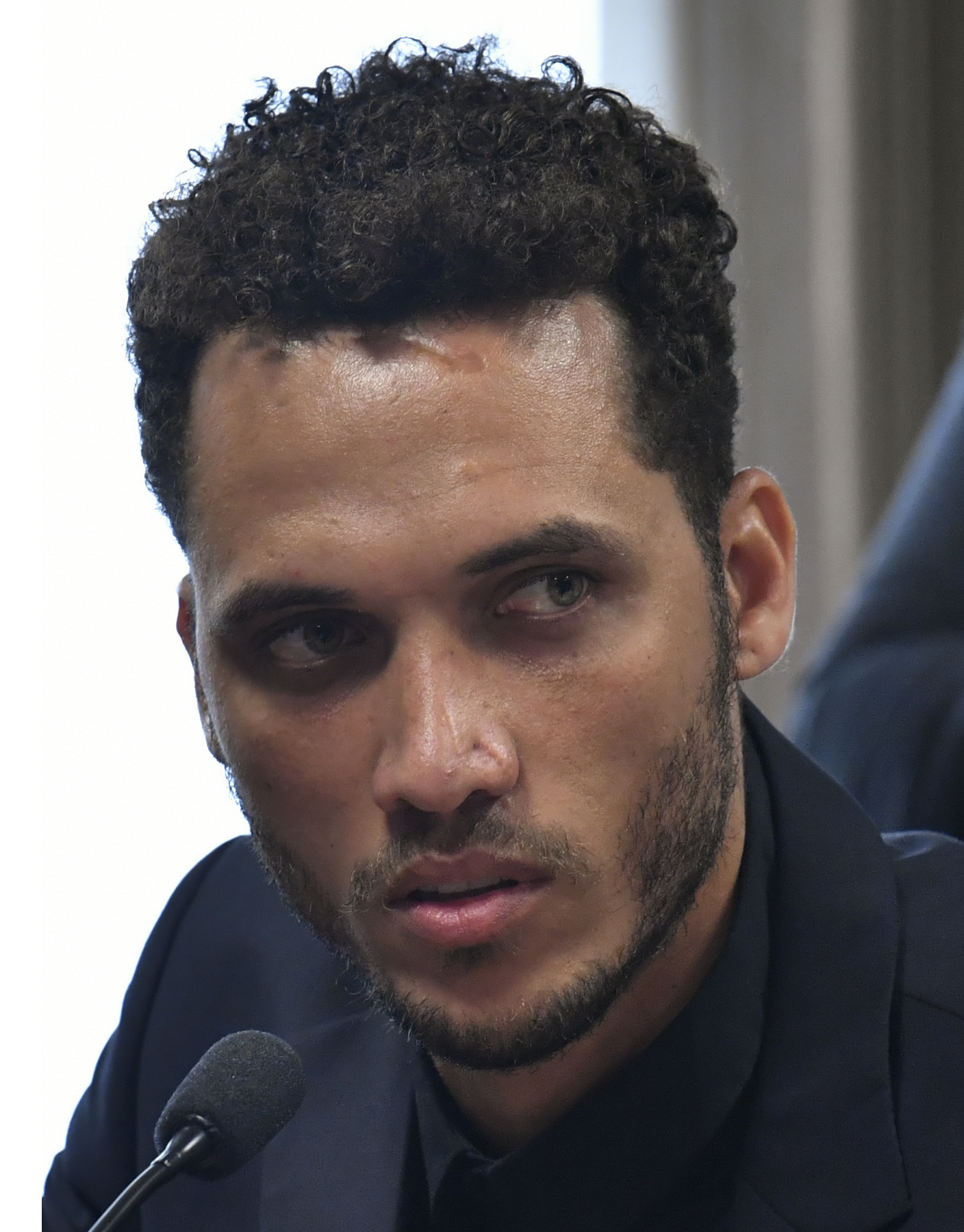
Neto

- 1985: Víctor Guazá, futbolista colombiano.
- 1985: Cristin Milioti, actriz estadounidense.
- 1985: Agnes Bruckner, actriz estadounidense.
- 1985: Neto, futbolista brasileño, uno de los sobrevivientes del Vuelo 2933 de LaMia.
- 1986: Martín Maldonado, beisbolista puertorriqueño.
- 1986: Shawn Pyfrom, actor estadounidense.
- 1986: Ariadne Díaz, actriz mexicana.
- 1988: Claudio Riaño, futbolista argentino.
- 1988: Kevin Schmidt, actor, productor y director estadounidense.
- 1988: Roque Cardozo, futbolista paraguayo.
- 1988: Marcelo Larrondo, futbolista argentino.
- 1989: Riku Riski, futbolista finlandés.
- 1989: Antonio Di Gaudio, futbolista italiano.
- 1989: Khamis Esmaeel, futbolista emiratí.
- 1990: Jonathan José Smith, futbolista argentino.

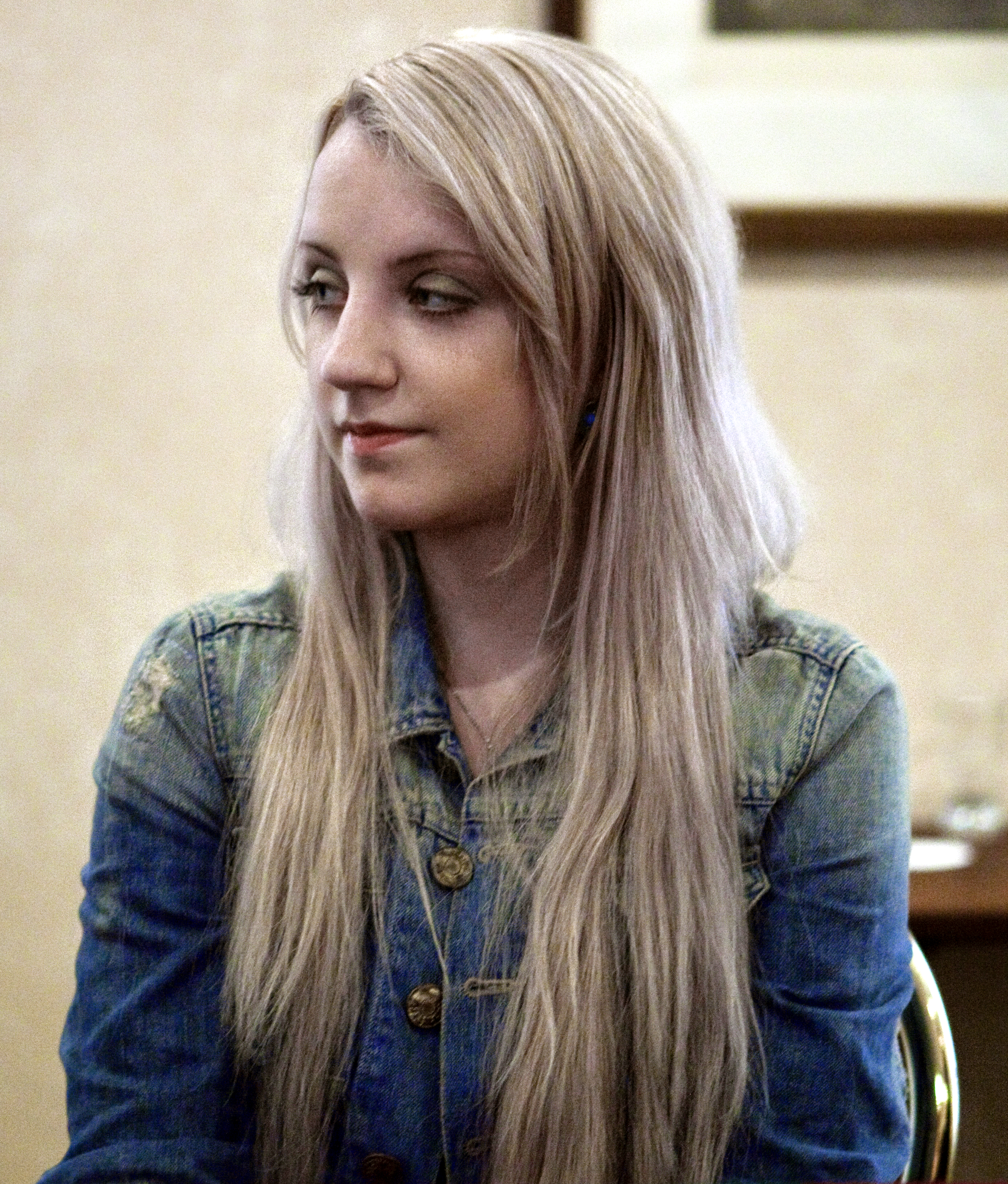
Evanna Lynch.

- 1991: Evanna Lynch, actriz y modelo irlandesa.
- 1991: Kwon Ri-Se, cantante, compositora, bailarina y modelo japonesa (f. 2014).
- 1991: Diletta Leotta, modelo y presentadora italiana.
- 1992: Diego Schwartzman, tenista argentino.
- 1992: Stefanie van der Gragt, futbolista neerlandesa.
- 1993: Diego Llorente, futbolista español.
- 1993: Kento Hashimoto, futbolista japonés.
- 1993: Cameron Monaghan, actor estadounidense.
- 1994: Eili Harboe, actriz noruega.
- 1994: Lucas Janson, futbolista argentino.
- 1995: Josip Juranović, futbolista croata.
- 1995: Borja Fernández Fernández, futbolista español.
- 1996: Abdullah Al-Khaibari, futbolista saudí.
- 1996: Caeleb Dressel, nadador estadounidense.
- 1996: Iliá Pomazún, futbolista ruso.
- 1996: Stanko Jurić, futbolista croata.
- 1996: Roman Kokoshko, atleta ucraniano.
- 1996: Lucas Meister, balonmanista suizo.
- 1997: Greyson Chance, cantautor y pianista estadounidense.
- 1997: Aihen Muñoz, futbolista español.
- 1997: Joao Joshimar Rojas, futbolista ecuatoriano.
- 1997: Piper Curda, actriz y cantante estadounidense.
- 1997: Dominic Canzone, beisbolista estadounidense.
- 1997: Henrich Ravas, futbolista eslovaco.
- 1998: Aimé Mabika, futbolista zambiano.
- 1998: Abdulrahman Al-Mushaifri, futbolista omaní.
- 1998: Martin Zlomislić, futbolista bosnio.
- 1999: Mickaël Cuisance, futbolista francés.
- 1999: Rodrigo Seoane, baloncestista español.
- 1999: Boyd Van der Vuurst, baloncestista neerlandés.
- 1999: Jon Alberdi, pelotari español.
- 1999: Mark Smith, baloncestista estadounidense.
- 2000: Victoire Berteau, ciclista francesa.
- 2000: Jon Ander Olasagasti, futbolista español.
- 2000: Vincent Gielen, baloncestista belga.
- 2000: Barbara Popović, cantante macedonia.
- 2000: Héctor Cuellar, futbolista boliviano.
- 2001: Willem Geubbels, futbolista francés.
- 2001: Jannik Sinner, tenista italiano.
- 2002: Dominic Stricker, tenista suizo.

## Fallecimientos
- 1153: Bernard de Tremelay, militar francés, gran maestre de la Orden del Temple (n. hacia 1100).
- 1358: Alberto II, aristócrata austríaco (n. 1298).
- 1379 (fecha tradicional): Roque de Montpellier, religioso y santo francés (n. 1350).
- 1419: Wenceslao de Luxemburgo, rey bohemio (n. 1361).
- 1443: Ashikaga Yoshikatsu, shogun japonés (n. 1434).
- 1705: Jakob Bernoulli, matemático suizo (n. 1654).
- 1788: Francisco Javier Alegre, historiador y jesuita mexicano (n. 1729).
- 1801: Ralph Earl, pintor estadounidense (n. 1751).
- 1861: Juan Pujol, político argentino (n. 1817).
- 1873: Georg Hellmesberger, compositor y violinista austríaco (n. 1800).
- 1875: Charles Finney, escritor, educador y líder estadounidense (n. 1792).
- 1886: Ramakrishna, místico bengalí (n. 1836).
- 1888: John Stith Pemberton, químico estadounidense, creador de Coca-Cola (n. 1831).
- 1893: Jean Martin Charcot, neurólogo francés (n. 1825).
- 1899: Robert Bunsen, químico alemán (n. 1811).
- 1900: José María Eça de Queirós, novelista portugués (n. 1845).
- 1904: Manuel Uribe Ángel, médico, escritor, científico, político y geógrafo colombiano (n. 1822).
- 1906: Isidoro de María, historiador y periodista uruguayo (n. 1815).
- 1910: Pedro Montt, presidente chileno entre 1906 y 1910 (n. 1849).
- 1916: Umberto Boccioni, pintor y escultor italiano (n. 1882).
- 1933: Francisco Vázquez Gómez, médico y político mexicano (n. 1860).
- 1936: Víctor Chumillas, religioso y beato español (n. 1902).
- 1938: Robert Johnson, músico estadounidense (n. 1911).
- 1940: Henri Desgrange, ciclista francés, fundador del Tour de Francia (n. 1865).
- 1948: Babe Ruth, beisbolista estadounidense (n. 1895).
- 1949: Margaret Mitchell, escritora estadounidense (n. 1900).
- 1950: Juan Marcilla Arrazola, ingeniero español (n. 1886).
- 1951: Louis Jouvet, actor francés (n. 1887).
- 1956: Béla Lugosi, actor húngaro (n. 1882).
- 1957: Irving Langmuir, químico estadounidense, premio nobel de química en 1932 (n. 1881).
- 1959: Wanda Landowska, clavecinista y pianista polaca (n. 1879).
- 1967: Benjamín Villegas Basavilbaso, abogado y ministro de la Corte Suprema de Justicia de Argentina (n. 1884).
- 1967: John Courtney Murray, teólogo y jesuita estadounidense (n. 1904).
- 1972: Pierre Brasseur, actor francés (n. 1905).
- 1973: Fulgencio Batista, militar y político cubano (n. 1901).
- 1975: Vladímir Kuts, atleta soviético (n. 1927).
- 1977: Elvis Presley, músico estadounidense (n. 1935).
- 1978: Marianito Bauzá, actor cómico-dramático, cine, teatro, televisión y radio (n. 1914).
- 1979: John George Diefenbaker, primer ministro canadiense (n. 1895).
- 1988: Eduardo Haro Ibars, poeta español (n. 1948).
- 1990: Paulino Vicente, pintor español (n. 1900).
- 1990: Ricardo Saprissa, futbolista y empresario salvadoreño-costarricense (n. 1901).
- 1991: Federico Marés Deulovol, escultor y académico español (n. 1893).
- 1992: Cándido López Sanz, cocinero español (n. 1903).
- 1993: Stewart Granger, actor británico (n. 1913).
- 1997: Nusrat Fateh Ali Khan, cantante pakistaní (n. 1948).
- 1997: Alberto Morán, cantante argentino de origen piamontés (n. 1922).
- 2002: Jorge Bellizzi, escritor argentino (n. 1927).
- 2003: Idi Amin, dictador ugandés (n. 1925).
- 2003: Haroldo de Campos, poeta brasileño (n. 1929).
- 2003: José María Covarrubias, activista mexicano (n. 1948).
- 2005: Joe Ranft, animador estadounidense (n. 1960).
- 2005: Hermano Roger, religioso suizo, fundador de la Comunidad de Taizé (n. 1915).
- 2006: Hilario Camacho, músico español (n. 1948).
- 2006: Alfredo Stroessner, dictador paraguayo (n. 1912).[4]
- 2006: Julien Schepens, ciclista belga (n. 1935).
- 2007: Max Roach, músico estadounidense, precursor del jazz moderno (n. 1924).
- 2008: Dorival Caymmi, músico brasileño (n. 1914).
- 2008: Fanny Mikey, actriz, directora y empresaria de teatro colombo-argentina (n. 1930).
- 2008: Ronnie Drew, cantante y compositor irlandés (n. 1934).
- 2010: Nicola Cabibbo, físico italiano (n. 1935).
- 2010: Christopher Freeman, economista británico (n. 1921).
- 2011: Andrés Bajuk, político y economista esloveno-argentino, primer ministro de Eslovenia en 2000 (n. 1943).
- 2012: Manuel Calvo Hernando, periodista, escritor y divulgador científico español (n. 1923).
- 2016: João Havelange, abogado y dirigente deportivo brasileño, presidente de la FIFA (n. 1916).
- 2016: Polo Ortín, actor mexicano (n. 1928).
- 2017: Kira Golovko, actriz de cine y teatro soviética (n. 1919)
- 2018: Aretha Franklin, cantante estadounidense (n. 1942).
- 2018: Benny Andersen, poeta, compositor y escritor danés (n. 1929).
- 2018: Atal Behari Vajpayee, primer ministro indio (n. 1924).
- 2019: Peter Fonda, actor estadounidense (n. 1940).
- 2019: Cristina de los Países Bajos, hija menor de la reina Juliana (n. 1947).
- 2019: José Nápoles, boxeador cubano naturalizado mexicano (n. 1940).
- 2021: David Blaustein, director de cine y guionista argentino (n. 1953).
- 2023: Renata Scotto, soprano italiana (n. 1934).
- 2025: Antonio Calera-Grobet, poeta, promotor cultural, editor y restaurantero mexicano (n. 1974); ahogamiento.[5][6]

## Celebraciones
- Día Internacional de la Montaña Rusa.

- Día Internacional del Ron.

- Día Mundial de Concienciación sobre la Esquizofrenia.
Evento para concientizar sobre cómo afecta a millones de personas en todo el mundo este trastorno mental. El Día Mundial de la Esquizofrenia se celebra el 24 de mayo.

- Día Debian.
Evento anual que se conmemora el aniversario del nacimiento del Proyecto Debian en 1993 por Ian Murdock. Comunidad conformada por desarrolladores y usuarios, que mantiene un sistema operativo GNU basado en software libre.

 Por países
(Por orden alfabético)
- Argentina: 
  - Marcha de las Piedras.[7]
En homenaje a los más de 112 mil muertos por el Covid-19 en el país.[8]
  - Día Nacional y Conmemorativo de los Caídos en Motocicleta.[9]
Cada 16 de agosto se conmemora a quienes perdieron la vida en accidentes de motocicleta. Esta efeméride nació en la ciudad de Olavarría, luego del fallecimiento de Guillermo Federico Block el 16 de agosto de 2013. Su hermano impulsó una ordenanza en el Concejo Deliberante local para recordar a todas las víctimas de siniestros en moto.
  - Día del Empresario Nacional.[10]
Se recuerda la conformación de la Confederación General Económica (CGE) en 1952, una entidad que jugó un rol fundamental en la historia económica del país. Esta celebración fue instituida el 17 de diciembre de 2014 por el Congreso de la Nación Argentina.

- Estados Unidos: 
  - Día de vigilancia (Surveillance Day).
  - Día Nacional Aerotransportado (National Airborne Day).
  - Día Nacional Para Contar un Chiste.
  - Día de la Salchicha Bratwurst.

- Guatemala: 
  - Día Nacional del Bombero Voluntario.[11]
(Bomberos Voluntarios de Guatemala).
Cada 16 de agosto se conmemora en Guatemala la fundación del Benemérito Cuerpo Voluntario de Bomberos (CVB), ocurrida el 16 de agosto de 1951 (hace 74 años). La fundación tuvo lugar tras un grave incendio en la Zona 1 de la Ciudad de Guatemala, que motivó a proponer esta creación.

- República Dominicana:
  - Día de la Restauración de la República.

- Japón: 
  - Kyoto: Gozan no Okuribi.

- México: 
  - Día Nacional del Técnico en Electrodiagnóstico.

- Panamá: 
  - Día del Manglar.
Este día se dedica a resaltar la importancia de los manglares para el país y su papel en la protección de las costas, la biodiversidad y la lucha contra el cambio climático.

- Paraguay: 
  - Día del Niño.
Se honra a los pequeños que murieron en la Batalla de Acosta Ñu durante la guerra de la Triple Alianza.

### Santoral católico

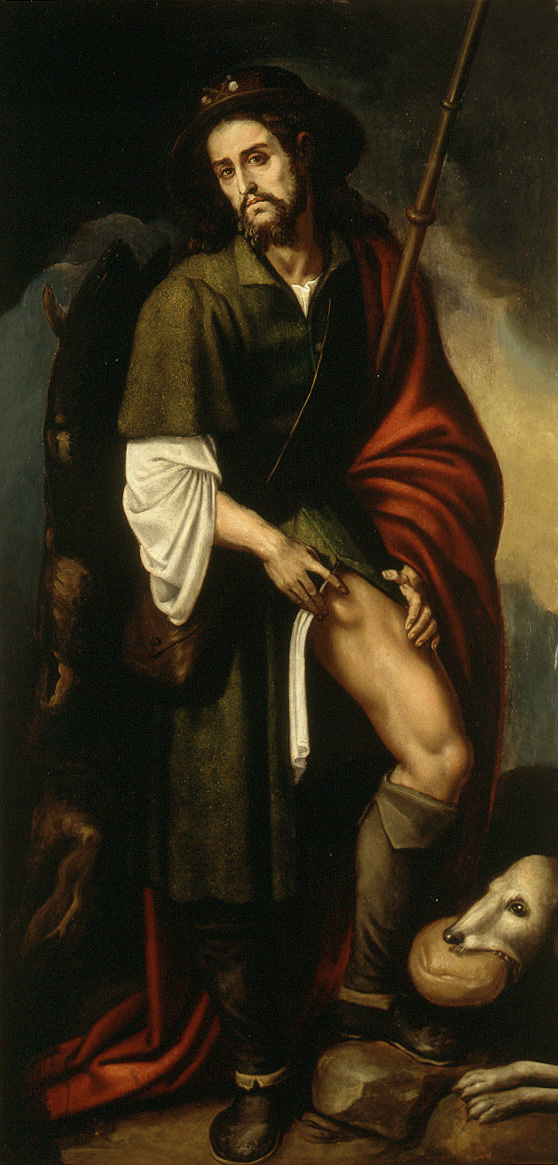
Día de San Roque, el que cuida de nuestros animales

- San Roque,[12]patrono de los perros[13]y abogado contra los virus y las enfermedades.[14](imagen ilustrativa).
- San Esteban I de Hungría.[13]
- Nuestra Señora de las Gracias de Torcoroma.
- San Armagilo.[13]
- San Arsacio.[13]
- Santa Beatriz da Silva.[13]
- San Frambaldo de Le Mans.[13]
- Santa Rosa Fan Hui.[13]
- Santa Serena.[13]
- San Teodoro de Sión (s. IV).[13]
- San Teódulo de Grammont.
- San Tito el diácono.

- Beato Ángel Agustín Mazzinghi.[13]
- Beato Enrique García Beltrán.[13]
- Beato Gabriel Sanchís Mompó.[13]
- Beato Juan de Santa Marta.[13]
- Beato Juan Bautista Ménestrel.[13]
- Beato Lorenzo el Coracero.[13]
- Beata Petra de San José Pérez Florido.
- Beato Plácido García Gilabert.[13]
- Beato Radulfo de Fusteia.[13]
- Beato Simón Bokusai Kiota y compañeros.
- Beata Petra de San José Pérez Florido (s. XX).[13]

 Por países
(Por orden alfabético)
- Alemania: 
  - En Essen y Hildesheim: aniversario del santo obispo Altfrid.

- Bolivia: 
  - Fiesta patronal en honor a San Roque.
    - Día del Perro, en honor al santo patrono San Roque.

- España: 
  - Betanzos, provincia de La Coruña. Fiesta patronal en honor a San Roque. Destacable el lanzamiento del globo de papel la noche del 16 de agosto, Fiesta de Interés Turístico Nacional.
  - Bronchales (situado cerca de Albarracín, provincia de Teruel): Día de la Sopeta.
  - Cimballa, en la comarca de Calatayud, provincia de Zaragoza, las segundas fiestas, tradicional por el reparto, en la antigüedad, de cañamones por el Hermano al cual le tocaba la fiesta.
  - La Colilla, provincia de Ávila. Fiesta patronal en honor a San Roque.
  - Papatrigo,provincia de Ávila. Fiesta patronal en honor a San Roque.
  - Vallejera de Riofrío, Salamanca, fiestas patronales en honor de san Roque.
  - Macotera (provincia de Salamanca). En honor a San Roque. Del 14 al 18 destacar que en los días 16, 17, 18 hay encierros y el 18 o 19 hay un encierro a caballo y la larga procesión del santo que suele durar unas 6 horas.
  - En Moral de Calatrava (Ciudad Real) Ferias y Fiestas en honor de san Roque copatrón y protector de la ciudad junto con la Patrona Ntra, Sra, Virgen de la Sierra.
  - Palazuelos, provincia de Guadalajara. "Quema del boto", en recuerdo del voto o promesa hecho a San Roque. Campeonato de tanguilla
  - Pedro Bernardo, provincia de Ávila. Fiesta patronal en honor a San Roque.
  - Peñalver, Guadalajara: romería de San Roque a su ermita, misa y se reparte caridad (bollos y dulces) bendecidos.
  - Pinos del Valle, Granada. Día grande de las fiestas patronales, ya que es el día del patrón. Este día es el revoloteo de la bandera, en honor a San Roque.
  - Villagarcía de Arosa, Pontevedra. Festa da Auga en el día de San Roque. Este día los habitantes de la ciudad gallega lanzan agua y se mojan unos a otros junto con la colaboración de los Bomberos según la tradición para aliviar las altas temperaturas de la zona en verano en honor a San Roque.